# B.Y.O.B.
«B.Y.O.B.» («Bring Your Own Bombs») — первый сингл с альбома группы System of a Down Mezmerize. Как и ранее записанная песня «Boom!», композиция посвящена войне в Ираке. На 48-й церемонии «Грэмми» песня была удостоена награды за «Лучшее исполнение в стиле хард-рок».
Аббревиатура «B.Y.O.B.» является распространённым в англоговорящей среде сокращением от фразы «Bring Your Own Booze» (англ. «приносите своё бухло»). Её пишут обыкновенно при организации молодёжных домашних вечеринок, где все гости обеспечивают себя спиртным самостоятельно.
Сингл достиг 42 строчки в австралийском хит-параде ARIA Charts и 27 позиции в американском чарте Billboard Hot 100.

## Видеоклип
Видео на песню снял английский клипмейкер Джейк Нава.
В нём группа System of a Down исполняет «B.Y.O.B.» в окружении армии солдат-дронов, которые маршируют по улицам в масках, на которых показываются слова «DIE», «TRUTH», «OBEY», «BUY» и «GOD». Во время припева группу показывают в ночном клубе.
В середине видео солдаты врываются в клуб и заставляют всех надеть те же маски, в это время исполняющий фрагмент песни Дарон переходит на крик. Маска одного из солдат показывает яркие кадры выступления некоего артиста, после этого маски посетителей клуба начинают демонстрировать кадры их обычной жизни, такие как забитые полки продуктового магазина или мультфильм. В конце клипа у членов группы на головах также появляются маски, на их экранах отображаются помехи.

## Список композиций
B.Y.O.B. (promotional single)
| №  | Название                | Текст песни           | Музыка     | Длительность |
| -- | ----------------------- | --------------------- | ---------- | ------------ |
| 1. | «B.Y.O.B.» (radio edit) | С. Танкян, Д. Малакян | Д. Малакян | 4:15         |
| 2. | «B.Y.O.B.»              | С. Танкян, Д. Малакян | Д. Малакян | 4:15         |

B.Y.O.B. (enhanced single)
| №  | Название                          | Текст песни           | Музыка                 | Длительность |
| -- | --------------------------------- | --------------------- | ---------------------- | ------------ |
| 1. | «B.Y.O.B.»                        | С. Танкян, Д. Малакян | Д. Малакян             | 4:21         |
| 2. | «Forest» (Концертная запись)      | С. Танкян             | Д. Малакян             | 5:12         |
| 3. | «Prison Song» (Концертная запись) | С. Танкян, Д. Малакян | Д. Малакян             | 3:32         |
| 4. | «Sugar» (Концертная запись)       | С. Танкян             | Ш. Одаджян, Д. Малакян | 4:00         |

- Все концертные видео записаны на фестивале «Big Day Out» в 2005 году.

B.Y.O.B. (commemorative single)
| №  | Название   | Текст песни           | Музыка     | Длительность |
| -- | ---------- | --------------------- | ---------- | ------------ |
| 1. | «B.Y.O.B.» | С. Танкян, Д. Малакян | Д. Малакян | 4:15         |
| 2. | «Cigaro»   | С. Танкян, Д. Малакян | Д. Малакян | 2:11         |